# Boiga barnesii
Boiga barnesii este o specie de șerpi din genul Boiga, familia Colubridae, descrisă de Günther 1869.
Este endemică în Sri Lanka. Conform Catalogue of Life specia Boiga barnesii nu are subspecii cunoscute.

## Galerie

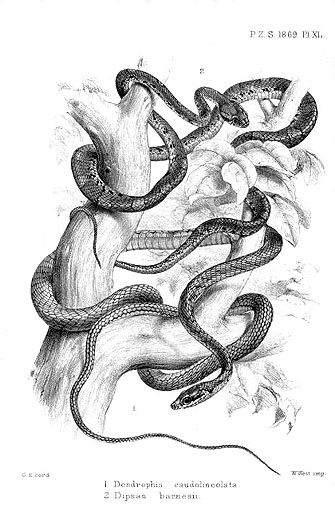